# Punishers lemc
Vous pouvez aider à l'améliorer ou bien discuter des problèmes sur sa page de discussion.
- Certaines informations devraient être mieux reliées aux sources mentionnées dans la bibliographie ou les liens externes. Améliorez sa vérifiabilité en les associant par des références. (Marqué depuis janvier 2022)
- Son texte doit être wikifié : il ne correspond pas à la mise en forme Wikipédia (style, typographie, liens internes, liens entre les wikis, etc.). (Marqué depuis janvier 2022)
- Son ton est trop promotionnel ou publicitaire, voire hagiographique. Le texte doit adopter un ton neutre et encyclopédique. (Marqué depuis janvier 2022)
- Il n’est pas rédigé dans un style encyclopédique. (Marqué depuis janvier 2022)

Le Punishers le/mc law enforcement motorcycle club (club motocycliste de force de l'ordre) est un club de moto old school dont les traditions et les débuts remontent au 04 juillet 1999 à New York aux États-Unis.   
Il est le plus grand club de ce type au monde .  
Le club dispose de plus 260 chapitres, principalement en Amérique et en Europe.

## France
Création du premier chapter PUNISHERS MC en 2014 le " DEIBLER CREW "en souvenir du célèbre bourreau Anatole Deibler.
Il existe plusieurs chapitres en France et en Europe.

## But
Organisation à but non lucratif de force de l’ordre, amateurs de moto US et custom. Ils organisent des rencontres, des balades en moto ainsi que des actions d’entraide.
Actifs dans les causes caritatives, ils collectent des fonds notamment au profit des enfants. 
Ils œuvrent dans le plus grand respect de chacun.

## Composition et recrutement
Il se compose non seulement de policiers mais aussi de militaires, pompiers ou professions ayant pour but de protéger et servir la population ainsi que de personnes qui partagent les mêmes valeurs. Ils ont un lien particulier de fraternité avec ceux qui partagent leurs couleurs.[réf. nécessaire]
Le postulant passe par plusieurs stades comme on peut le retrouver dans d'autre club de Bikers. Dans un premier temps, il sera "hangaround" (un ami du club), le temps d’être évalué. Il pourra lui être proposé de devenir "prospect" (un apprenti). Puis, après avoir fait ses preuves il pourra devenir "full patch" (membre du club) sur vote.  
La prospection n'a pas de durée déterminée. Le full patch pourra être destitué s'il porte préjudice au club voir exclu définitivement en "bad standing" (mauvaise réputation).

## Doctrine
- Il n’entre en concurrence avec aucun autre MC ou club.
- N'est supporter d’aucun de ceux-ci non plus.
- Il ne revendique aucun territoire.
- Le club demande à ses membres intégrité, confiance et dévouement sans compromis.
- Les membres respectent un règlement interne au club.

## Culture du club
On retrouve un certain nombre de patchs sur les Kuttes portés par les membres.
Voici quelques exemples :
- 31 chapters : Le chapter éternel (hommage aux membres du club décédés)
- PFFP : Punishers Forever Forever Punishers (punishers toujours toujours punishers).
- PFL: Punishers For Live (punishers pour la vie).

Les Marshal sont un support officiel du club Punishers le/mc.[réf. nécessaire]
Ils assurent un vivier de candidat possible.[réf. nécessaire]

## Galerie

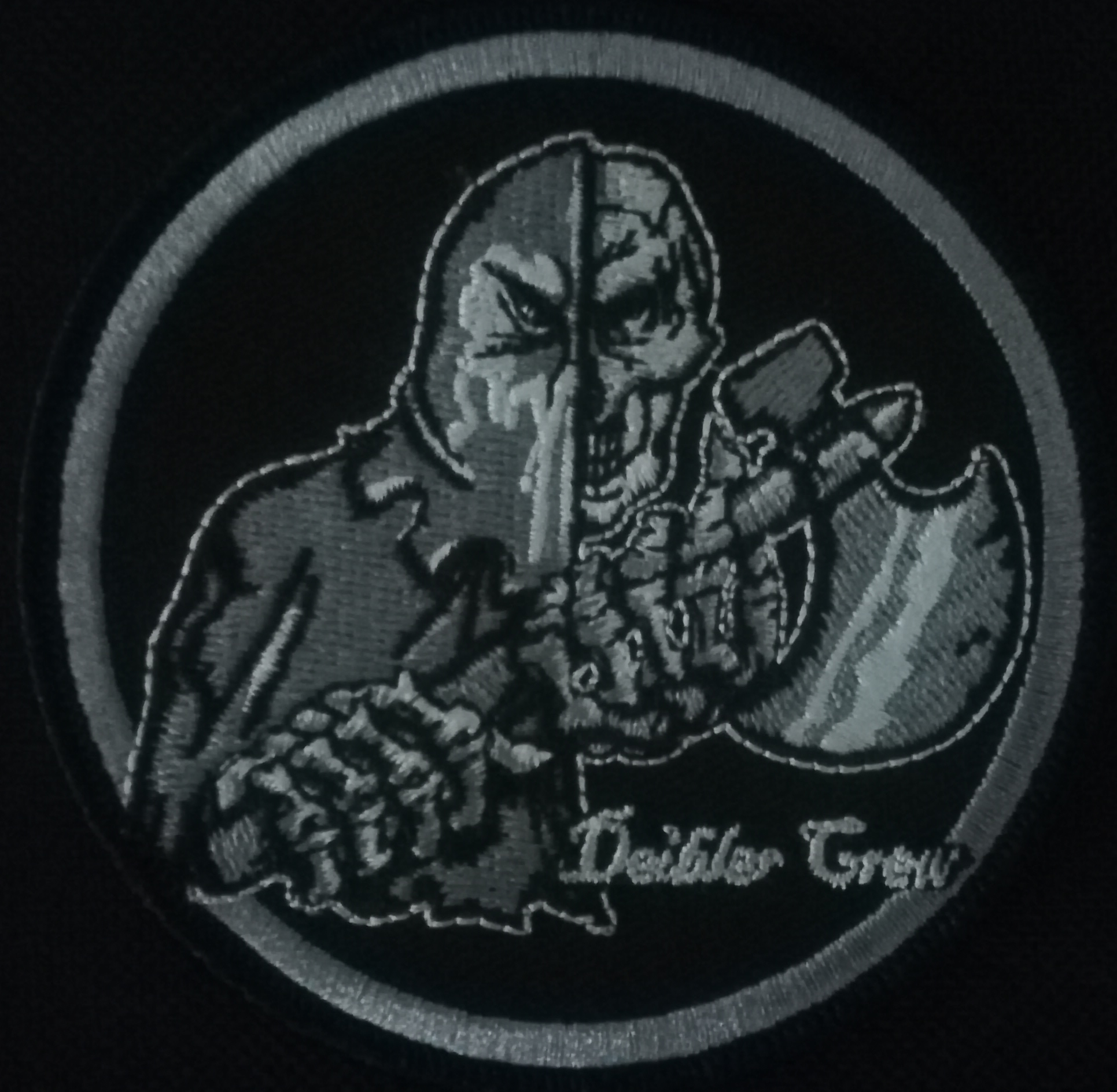
Deibler crew
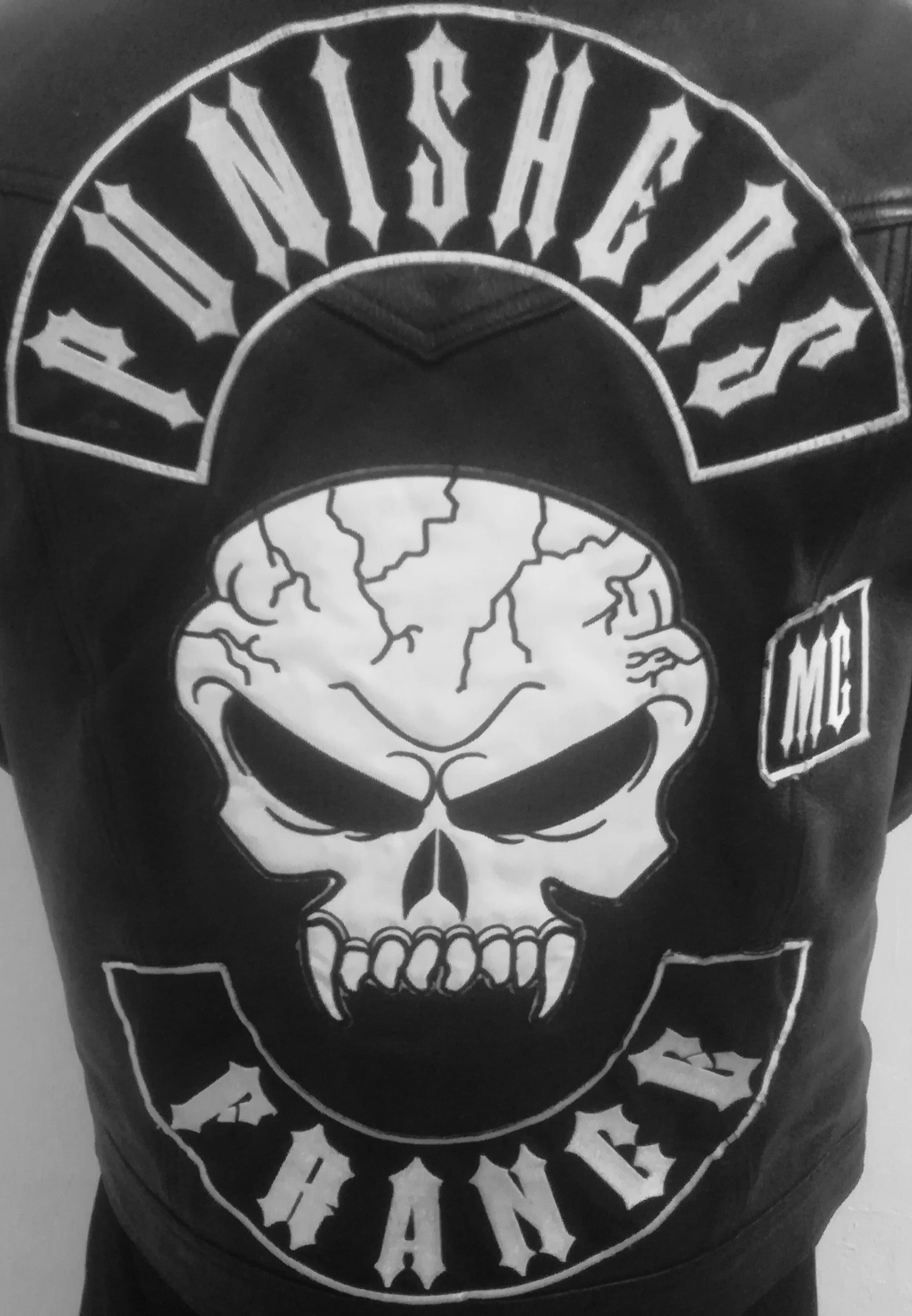
Punishers France
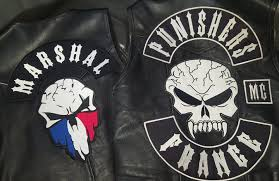
marshal